# Ахмедова, Шахназ Ахмед кызы
Шахназ Ахмед кызы Ахмедова (азерб. Şahnaz Əhməd qızı Əhmədova; 1925, Махмудлу, Джебраильский уезд — 1954, там же) — советский азербайджанский хлопковод, Герой Социалистического Труда (1948).

## Биография
Родилась в 1925 году в селе Махмудлы Джебраильского уезда Азербайджанской ССР (ныне посёлок в Джебраильском районе Азербайджана).
В 1941—1954 годах звеньевая колхоза имени Ленина Джебраильского района Азербайджанской ССР. В 1947 году получила урожай хлопка 85,4 центнеров с гектара на площади 5 гектаров.
Указом Президиума Верховного Совета СССР от 10 марта 1948 года за получение в 1947 году высоких урожаев хлопка Ахмедова Шахназ Ахмед кызы присвоено звание Героя Социалистического Труда с вручением ордена Ленина и золотой медали «Серп и Молот».
Активно участвовала в общественной жизни Азербайджана. Член КПСС с 1946 года. Депутат Верховного Совета Азербайджанской ССР 2-го созыва.
Скончалась в 1954 году в родном селе.